# Église de Joutseno
L'église de Joutseno (en finnois : Joutsenon kirkko) est une église située à Joutseno en Finlande. 

## Architecture
Conçue par l'architecte Josef Stenbäck dans un style romantique national, l'église en béton  est construite en 1921 .
Elle a une capacité de 600 places assises. 
Elle est restaurée en 1965 et en 1996.
Ses vitraux sont dus à Lauri Ahlgrén.